# 사랑받기보다 사랑하고 싶어
〈사랑받기보다 사랑하고 싶어〉(일본어: あいされるより あいしたい 아이사레루요리 아이시타이[*])는 KinKi Kids의 2번째 싱글이다.

## 수록곡
1. 愛されるより 愛したい / 사랑받기보다 사랑하고 싶어
작사: 모리 히로미 / 작곡: 마카이노 코지 / 편곡: CHOKKAKU / 코러스 어레인지: 이와타 마사유키
  - KinKi Kids 더블 주연의 닛폰 TV 계열 텔레비전 드라마 《우리의 용기 미만도시》의 주제가이다.
2. ひとりぼっちのクリスマス / 홀로인 크리스마스
작사·작곡: Sally-Shu / 편곡: 이와세 사토시
3. 愛されるより 愛したい (Instrumental)
작곡: 마카이노 코지 / 편곡: CHOKKAKU
4. ひとりぼっちのクリスマス (Instrumental)
작곡: Sally-Shu / 편곡: 이와세 사토시